# Wełna szklana

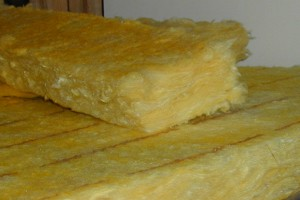
Wełna szklana

Wełna szklana – materiał izolacyjny pochodzenia mineralnego stosowany w temperaturach do 700 °C. Właściwości, technologia produkcji i zastosowanie są podobne do wełny mineralnej skalnej. Wełna szklana otrzymywana jest w wyniku topienia w temperaturze 1000 °C piasku kwarcowego, stłuczki szklanej z dodatkiem skał takich jak: gabro, dolomit lub wapień. Roztopiony surowiec poddaje się procesowi rozwłókniania, do otrzymanych włókien dodaje się lepiszcze. Wyrób w postaci płyt, mat, otulin (mat lamelowych, czyli mat oklejonych impregnowanym papierem, folią aluminiową), granulatu (luzem) stosuje się do izolacji termicznej i akustycznej w budownictwie. Gęstość od 10 kg/m3 do 150 kg/m3. Wyroby w postaci welonu stosuje się jako osnowę do produkcji niektórych rodzajów pap. 